# Koszele (rejon zelwieński)
Koszele (biał. Кашалі; ros. Кошели) – agromiasteczko na Białorusi, w obwodzie grodzieńskim, w rejonie zelwieńskim, w sielsowiecie Karolin.
W dwudziestoleciu międzywojennym miejscowość leżała w Polsce, w województwie białostockim, w powiecie wołkowyskim, w gminie Międzyrzecz. 16 października 1933 utworzyła gromadę w gminie Międzyrzecz. Po II wojnie światowej weszła w struktury ZSRR.